# Abraxas nigricostata
Abraxas nigricostata är en fjärilsart som beskrevs av Rayner 1909. Abraxas nigricostata ingår i släktet Abraxas och familjen mätare. Inga underarter finns listade i Catalogue of Life.